# Billiton Maatschappij
De Billiton Maatschappij was een Nederlandse mijnbouwmaatschappij die in de 19de en 20ste eeuw een belangrijke rol speelde in de tin- en ertswinning in Nederlands-Indië en na de onafhankelijkheid in Indonesië. Deze industrie was in die periode een van de belangrijkste exportindustrieën in het gebied. Billitons eerste ondernemingen omvatten het smelten van tin en lood in Nederland, gevolgd in de jaren 1940 door bauxietwinning in Nederlands-Indië en Suriname. Billiton opende een tinsmelterij en raffinagefabriek in Phuket, genaamd Thaisarco (Thailand Smelting And Refining Company, Limited).
Tot aan het gedwongen vertrek uit Indonesië in 1958 werkte het bedrijf nauw samen met de nationale regering. Eerst was dit het gouvernement van de kolonie Nederlands-Indië, en na de Indonesische Onafhankelijkheidsoorlog (1945-1949) werd dit de regering van de staat Indonesië. De Billiton Maatschappij was tot 1972 onafhankelijk. In dat jaar werd het onderdeel van Royal Dutch Shell, en in 1994 werd de maatschappij van Shell overgenomen door het mijnbouwbedrijf Gencor. Van 1972 tot 2001 stond het bedrijf bekend als 'Billiton International Metals BV', waarna het hernoemd werd tot BHP Billiton.

## Geschiedenis

### Ontstaansfase
Op 13 augustus 1814 werd het eiland Bangka door de Engelsen uitgeruild tegen het "etablissement Cochin". Aangezien het bij Banka behorende Billiton "is said to be rich in ores" wilden de Engelsen dit eiland aanvankelijk zelf behouden, maar op 17 maart 1824 werd ook dit aan de Nederlanders overgedragen.
Baron Wolter Robert van Hoëvell keerde in 1849 terug naar Nederland van een twaalfjarig verblijf in Batavia. Hij zag veel potentie voor economische ontwikkeling in Nederlands-Indië, en dacht dat exploratie van de archipel lucratief kon zijn. In een gesprek met Vincent Gildemeester van Tuyll van Serooskerken ontstond het idee tin te delven in Belitung. Van Tuyll vroeg om kapitaal aan prins Willem Frederik Hendrik, die zelf in Nederlands-Indië rond had gereisd. De prins steunde regelmatig bedrijven die naar zijn mening belangrijk waren voor de ontwikkeling van de koloniën, ook al waren deze bedrijven niet altijd rendabel. Uiteindelijk werd met behulp van de prins en Kamerheer des Konings John Francis Loudon het benodigde kapitaal bijeen gebracht.
J.M. Croockewit had in een rapport in 1851 geschreven, dat op Belitung geen tinerts van betekenis aanwezig was. Cornelis de Groot van Embden, die in Cornwall tinmijnen gezien had, oordeelde dat er wel veel tinerts was. In 1851 lukte het alsnog. Op een expeditie met Van Tuyll en Loudon vond een klerk uit Bangka, Joh. F. den Dekker, na enkele uren tinerts. De bewoners van Belitung speelden een belangrijke rol tijdens deze expedities. Zij werkten onder andere als gids en drager en kenden de plaatselijke natuur, weersomstandigheden en tinrijke plaatsen.
De Billiton Maatschappij werd in 1852 kort na de expeditie opgericht door Vincent Gildemeester van Tuyll van Serooskerken en John Francis Loudon, met financiële hulp van prins Willem Frederik Hendrik. De oprichters van de maatschappij kregen een concessie voor tinwinning op het eiland Belitung). Tot 1958 werkte het bedrijf voornamelijk in de tinwinning op Belitung en Singkep, daarna zijn werkzaamheden verplaatste naar onder andere Zuid-Rhodesië, het latere Zimbabwe. Ook werd het actief in andere takken van metaalwinning.

### De concessie (1852)

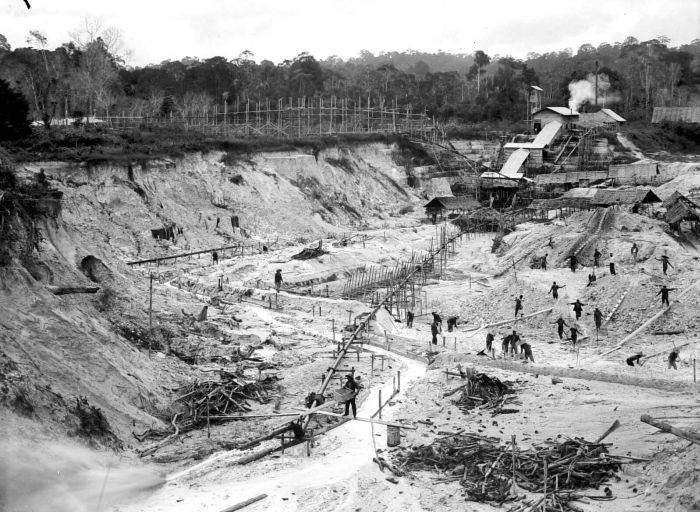
Indonesiërs graven de ertsgrondlaag af in de groeve Ajer Poetih Singkep Tin Maatschappij Riouw

De Billiton Maatschappij verkreeg in 1852 een concessie op Belitung. Deze concessie, bestaande uit een overeenkomst met de plaatselijke regering en een gouvernementscontract, betekende dat de Billiton Maatschappij het recht kreeg om het eiland gedurende veertig jaar te ontginnen. In ruil daarvoor moest de onderneming een tiende van haar nettowinst afdragen aan het Nederlands-Indisch Gouvernement.
In 1873 besloot het Gouvernement dat mijnbouwconcessies met een looptijd tot 75 jaar konden worden uitgegeven. Hierdoor kon de concessie van Billiton met nog eens 35 jaar verlengd worden, hetgeen in 1882 gebeurde. Dit leidde tot woedende reacties in de Tweede Kamer. De woordvoerder van dit protest was anti-revolutionair Kamerlid Levinus Wilhelmus Christiaan Keuchenius. De oppositie zag in de goedkeuring van de concessieverlenging door koning Willem III een botsing van belangen, aangezien Willem III en prinses Sophie de aandelen hadden geërfd van de overleden medeoprichter, prins Hendrik.
Een onafhankelijke commissie bracht op 7 december 1882 een rapport uit over de "Billiton-quaestie". Dit rapport keurde het beleid dat gevoerd werd door het Indische Bestuur en bekrachtigd door de minister van Koloniën Willem de Brauw en koning Willem III af. De Nederlandse regering dwong Willem III om zijn aandelen te verkopen, maar prinses Sophie mocht de hare behouden. Het schandaal leidde tot het aftreden van De Brauw en gouverneur-generaal Frederik s’Jacob in 1884. De Tweede Kamer aanvaardde het nieuwe contract op 20 mei 1892.

### De Billiton Maatschappij in Nederlands-Indië (1852-1942)

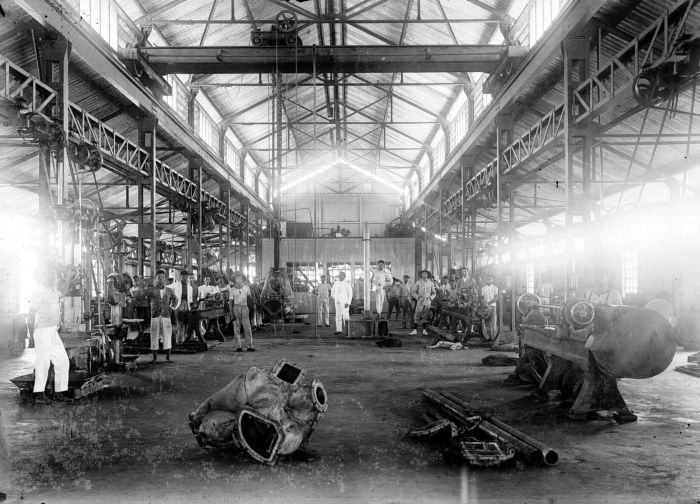
Werknemers van de Billiton Maatschappij in de centrale werkplaats op Lipat Kadjang

Vóór het gedwongen vertrek uit Indonesië vormde tinwinning op de eilanden Belitung en Singkep het hart van de activiteiten van de Billiton Maatschappij.
In 1852 verwierf het bedrijf mijnbouwrechten op de Belitung en Bangka-eilanden voor de oostkust van Sumatra in de Indische archipel. De firma werd in 1860 omgezet in een naamloze vennootschap met de naam "Billiton Maatschappij" (BM). Aandeelhouders van deze nieuwe firma waren veelal familie van de oprichters en vertegenwoordigers van de Nederlandse adel.

#### Relatie met de plaatselijke bevolking
Oorspronkelijk woonde de bevolking van Belitung verspreid over het hele eiland in op palen gebouwde hutten. Toen de Billiton Maatschappij constateerde dat veel mensen overleden aan ziektes, bracht zij de bevolking in de tweede helft van de 19de eeuw samen in kampongs of zogeheten "keleka" (gemeenschappen). Deze kampongs werden gevormd onder het mom van hygiëne, maar eigenlijk speelden vooral economische en politieke motieven een rol. Het Gouvernement wilde het heffen van belasting vergemakkelijken en het gebied makkelijker bestuurbaar maken. Vergelijkbare projecten werden opgezet in Nieuw-Guinea en Celebes. Sommige kampongs kregen toegang tot scholen, maar deze waren meestal alleen bedoeld voor de kinderen van het personeel van de Billiton Maatschappij.
Rond 1920 dreigde uitputting van de alluviale ertstreserven op Belitung. Dit was voor de Maatschappij aanleiding om het eiland efficiënter administratief in te delen. Vanaf 1920 kregen plaatselijke gemeenten meer zeggenschap toegekend en kregen ze een eigen kas. Zij waren vanaf dat moment verantwoordelijk voor een duurzamer gebruik van het bos en het onderhoud van wegen. De gemeenten werden bestuurd door een demang, die bijgestaan werd door twee assistent-demangs. Het Europese bestuur wilde hiermee vooral een Europees bestuursmodel opleggen.

#### De oprichting van de Gemeenschappelijke Mijnbouwmaatschappij Billiton
De exploitatie van de tinaders op Belitung werd na een korte dreiging van nationalisering in 1924 ondergebracht in de Gemeenschappelijke Mijnbouwmaatschappij “Billiton”(GMB). De Billiton Maatschappij voerde de directie over de GMB, een joint venture tussen het Gouvernement en de Billiton Maatschappij. Het Gouvernement had 62,5 procent van het bedrijf in handen. De werkzaamheden buiten Nederlands-Indië bracht de GMB onder in Mijnbouwmaatschappij Stannum (1920). Toen in de jaren 1920 uitputting van de ertsreserven op het eiland Belitung dreigde, nam de Maatschappij in 1933 de Sinkep Tin Exploitatie Maatschappij over. Hierdoor werd de tinproductie van het eiland Singkep ook onderdeel van de werkzaamheden van de Maatschappij. De Billiton Maatschappij breidde haar werkzaamheden ook uit naar bauxiet, in 1934 richtte zij de Nederlandsch-Indische Bauxiet Maatschappij.

### De Billiton Maatschappij in onafhankelijk Indonesië (1945-1958)
De Billiton Maatschappij kon zijn werkzaamheden relatief ongestoord blijven verrichten tussen 1945 en 1949, omdat zij vóór de dekolonisatie en de Tweede Wereldoorlog een overeenkomst had gesloten met het Nederlands-Indische Gouvernement. Deze overeenkomst bleef van kracht, ook al had het Gouvernement geen macht meer. In maart 1948 droeg het Gouvernement de exploitatie van de tinwinning op Bangka over aan de, door de Billiton Maatschappij geleide, GMB. Deze overeenkomst verlengde ook de GMB-concessie op het eiland Belitung. De tinproductie op Bangka werd voorafgaand aan de Onafhankelijkheidsoorlog verwerkt op het eiland zelf, maar de tinsmelterijen op Bangka waren in de oorlog allemaal verwoest. De Maatschappij besloot deze smelterijen niet te herstellen, maar de productie te verplaatsen naar de tinsmelterij in Arnhem (HMB) en naar een door Billiton beheerde smelterij in Texas.
Toen Indonesië na de soevereiniteitsoverdracht in december 1949 alle rechten en plichten overnam van het Nederlands-Indische Gouvernement, werd het onafhankelijke Indonesië meerderheidsaandeelhouder van de GMB. De Billiton Maatschappij bleef desondanks de machtigste speler in de tinindustrie van Indonesië. Indonesië was hier niet tevreden over, en probeerde zijn positie als voornaamste aandeelhouder duidelijker te laten blijken. Na onenigheid over de verlenging van de bestaande overeenkomst, ondertekenden de Maatschappij en de Indonesische regering een nieuwe overeenkomst met een duur van vijf jaar. Het ondertekenen van deze overeenkomst betekende echter geen einde aan de onrust rondom de GMB. De Indonesische regering verving in december van datzelfde jaar alle Nederlandse leden van de Beheersraad door Indonesische en eiste meer zeggenschap over het bestuur van de GMB. Dit verslechterde de verhouding tussen de Billiton Maatschappij en de Indonesische regering. De eisen van de regering aannemen zou de positie van de Maatschappij erg verzwakken.
De GMB werd op 16 december 1957, na tien dagen bezet te zijn geweest door een Indonesische vakbond, onder formeel militair toezicht gezet. Een paar maanden later, op 24 februari 1958, hief de Indonesische regering de GMB op. De Indonesische staat zou de tinwinning voortzetten via het Bureau voor de Staatsmijnbouwondernemingen (Biro Urusan Perusahaan Tambang Negara). Het aanbod van Indonesië om de 165 Nederlandse werknemers van de GMB in dienst te laten treden van het staatsbedrijf werd door slechts twee mensen aangenomen. Tien jaar na haar vertrek, in 1968, keerde de Billiton Maatschappij weer terug in Indonesië. Generaal Suharto, de toenmalig heerser, gaf het bedrijf de opdracht om onderzeese tindepots bij Singkep uit te baten.

#### Overname door Shell en Gencor
Nadat de GMB opgeheven werd, oriënteerde de Billiton Maatschappij zich op andere landen en sectoren, zoals het toenmalige Rhodesië (nu: Zimbabwe) en de chemische industrie. In 1951 richtte de Maatschappij Kamativi Tin Mines Ltd. op in Rhodesië. De Billiton Maatschappij Suriname werd in 1954 opgericht.  Billiton richtte negen jaar later (1960) ook Tiofine op, een titaandioxidefabriek, en weer negen jaar later (1969) verkreeg de Billiton Maatschappij 50% van de aandelen van de Kempensche Zinkmaatschappij te Budel.
Shell nam in 1970 de Billiton Maatschappij over. Toen dit bedrijf twee jaar later herstructureringsmaatregelen aankondigde, vreesden velen dat Shell minder belang zou hechten aan zijn metaalsector. Deze vrees bleek ongegrond. Onder de naam "Billiton International Metals BV" ontwikkelde het bedrijf meerdere internationale activiteiten: in Peru (1974), Brazilië (1976), Ierland (1977), Colombia (1978) en Australië (1980).
In 1961 ondernam Billiton een joint venture met Kawecki, een fabrikant van aluminiumlegeringen. Deze joint venture heette N.V. Kawecki-Billiton Metaalindustrie (KBM). Twee jaar later, in 1963, opende het bedrijf een fabriek te Arnhem, en in 1977 ook te Delfzijl. Toen Kawecki in 1978 overgenomen werd door de Cabot Corporation, nam Billiton KBM over. Kawecki staat sinds 1986 bekend als KB Alloys Inc.
Billiton richtte in 1982 de magnesiumoxidefabriek MAGIN/NOZO op in Veendam nadat eerdere pogingen een magnesium-metaal fabriek te bouwen waren mislukt vanwege gebrek aan financiering. MAGIN/NOZO werd later hernoemd tot Billiton Refractories. In 1996 is deze nog altijd actieve fabriek verkocht aan derden en onder de naam Nedmag voortgezet.

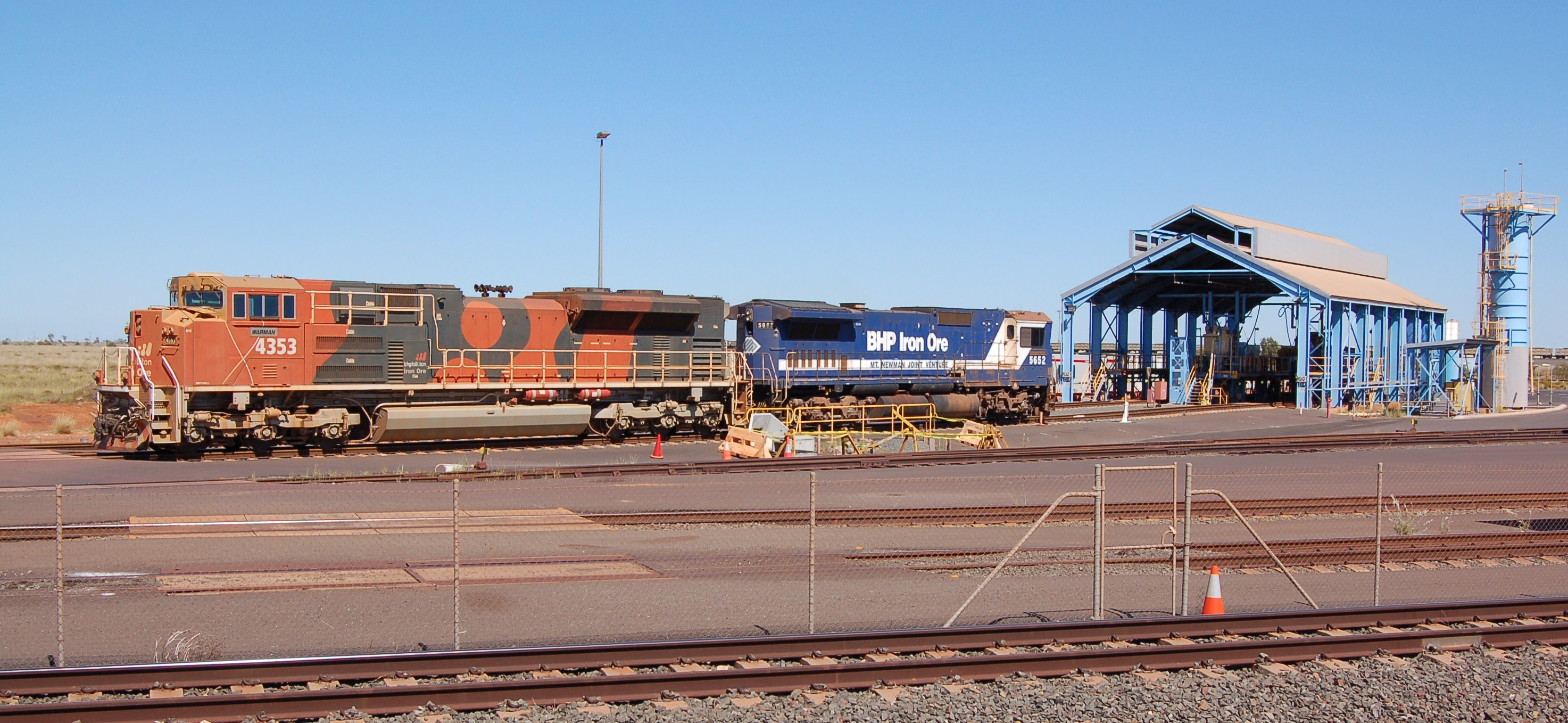
BHPB Iron Ore 4353 + 5652

In 1994 werd Billiton overgenomen door Gencor, een Zuid-Afrikaans mijnbouwbedrijf. Drie jaar later, in 1997, splitste Gencor alle activiteiten af die niet met edelmetalen te maken hadden in Billiton plc. In 2001 fuseerde Billiton plc met het Australische mijnbouwbedrijf Broken Hill Propietary (BHP) tot BHP Billiton. Bedrijfsonderdelen die niet meegingen in de overname door Gencor kregen de naam Logam, aangezien de naam "Billiton" was meeverkocht.

## Personeel

### Werving en werknemers
De Billiton Maatschappij haalde tot de Onafhankelijkheidsoorlog hun werknemers uit andere gebieden omdat ze de lokale bevolking van het eiland Belitung en Bangka niet als “geschikt” beschouwde voor het zware en eentonige werk in de mijnen. De Billiton Maatschappij selecteerde werknemers veelal op basis van raciale kenmerken. Er waren administrateurs die voorstelden om Javanen en Madoerezen te halen om te werken op Belitung, maar het Gouvernement verbood dit. Daarom zette de Maatschappij wervers in om ongeschoolde arbeiders vanuit het Aziatische vasteland te werven. Nadat bleek dat de wervers geen goede arbeidskrachten leverden, haalde de Maatschappij werknemers uit China.
De hiërarchie binnen de Billiton Maatschappij is niet duidelijk af te leiden. Wel kan worden gezegd dat de hoge leidinggevende functies alleen waren weggelegd voor Europeanen. De arbeiders binnen de organisatie waren vaak Javaanse importkrachten. De Chinese werkkrachten deden meestal niet hetzelfde werk als de Javanen, ze werkten voornamelijk als mijnopzichters. Chinese werkkrachten werden over het algemeen verwelkomd door de Billiton Maatschappij, die ze omschreef als hardwerkend en initiatiefrijk. Daarnaast stelde ze dat Chinese mensen, vanwege hun fysieke voorkomen, het beste bestand waren tegen tropische ziekten. De Chinezen waren erg trots op hun eigen identiteit, en wilden tijdens hun verblijf op het eiland Belitung dan ook niet ‘verindischen’. Dit leidde er mede toe dat zij vaak geen woord Maleis spraken. Deze Chinezen bleven vaak wonen op Belitung en hun kinderen vervulden vaak op den duur dezelfde functies in het bedrijf.
Hoewel er over het algemeen geen innige vriendschappen ontstonden tussen de Chinezen, de Europeanen en de lokale bevolking onderhielden ze wel goede banden. Zo bezochten ze bijvoorbeeld wel elkaars grote feesten. De lokale bevolking van Belitung die niet expliciet betrokken was bij de Maatschappij kreeg toch te maken met de Maatschappij: de Billiton Maatschappij zorgde namelijk voor de aanleg van wegen en de bouw van ziekenhuizen, scholen en zelfs een “oudemannenhuis”. 

### Arbeidsomstandigheden

#### Tot de Onafhankelijkheidsoorlog: Het kongsi-stelsel
In het prille begin van de Billiton Maatschappij waren de werknemers in loondienst. Kort hierna werd het kongsi-stelsel ingevoerd, waar groepen samenwerkten om later in de winst te kunnen delen. Het waren zogezegd kleine maatschappijen binnen de Billiton Maatschappij. Het bestuur van deze kongsi’s was in het bezit van (overdraagbare) aandelen, ofwel hoens. Hiernaast werkte er ook nog een aantal losse werknemers op het terrein, zonder in de winst te delen. Ook al kon de winst hoog uit vallen, kwam het ook voor dat de tinwinning tegen viel en de investering verloren ging. In eerste instantie werd dit systeem geïntroduceerd om de mijnwerker financieel belang te geven bij de ertswinning. De werklieden binnen de kongsi’s werkten hard en zorgden hiermee voor een hoge productie. Op voorhand werden voorschotten gedaan om het werkproces op gang te brengen. Als dit voorschot was terugbetaald betaalde BM de werknemers uit op basis van de afgeleverde schuitjes tin. Volgens de Billiton Maatschappij accepteerden de werknemers dit systeem, omdat ze in goede tijden profiteerden van de winst. In de praktijk betekende dit vaak dat de werknemers erg hard moesten werken waardoor ze de omstreden bijnaam koelies kregen. Door de invoer van het kongsi-stelsel kregen mijnopzichters te veel individuele macht, omdat ze te veel geld verdienden. Daarom probeerde de Maatschappij dit in te perken door de cijns die het mijnbestuur kon heffen zo laag mogelijk te houden.
Na onderhandelingen kwamen de verdiensten van de werknemers neer op veertien pikols per man per jaar. De Billiton Maatschappij betaalde vervolgens twintig gulden per pikol uit aan het mijnbestuur van de kongsi.Tijdens het kongsi-stelsel kreeg de werknemer dus een standaard vergoeding van 14 maal ƒ20 uitbetaald.  BM liet dit minimum van 14 pikols per man per jaar al gauw los, zodat ook de armere terreinen zonder vrees voor al te grote tegenvallers konden worden uitgebaat. Hiertegenover stond dat de werknemer een toeslag kreeg op het verdiende bedrag. Met het loslaten van het minimum van 14 pikols per persoon per jaar werd het zogenaamde quantumstelsel geïntroduceerd. Wanneer het quantum op een gebied werd vastgesteld op bijvoorbeeld acht, waren de verdiensten van de werknemer 8 maal ƒ20. Hoewel hier nog een toeslag bovenop kwam, leidde dit voor de werknemers tot een minder stabiel inkomen.
In 1907 startte de Maatschappij de geleidelijke mechanisering van de tinwinning. Hiermee kwam er een einde aan de zelfstandigheid van de Chinese mijnhoofden. Toch eindigde het quantumstelsel hier niet. De Billiton Maatschappij begon met het heffen van cijns voor de hogere productie die dankzij de moderne ontginningsmiddelen kon worden behaald. Dit gebeurde echter pas nadat de werknemers drie pikols boven de minimaal te behalen productie hadden verdiend.

#### Na de Onafhankelijkheidsoorlog
In de turbulente naoorlogse periode droogde de instroom van Indonesiërs van Chinese afkomst (Peranakan) en recent geïmmigreerde Chinezen (Singkeh) naar de tineilanden op. De Billiton Maatschappij probeerde het dreigende tekort aan arbeidskrachten op te lossen door de lokale bevolking te werven voor de tinwinning. De lokale bevolking moest de positie gaan innemen van de Peranakan. Om dit te stimuleren ging de Billiton Maatschappij administratieve en technische opleidingen organiseren aan de ambachtsschool op Belitung. Dit had tot gevolg dat de hoeveelheid Indonesiërs binnen de Billiton Maatschappij steeg van 58 procent in 1947 naar 69 procent in 1950. Dit ging met name ten koste van de Chinese werknemers.

## Onderzoek

### Onderzoek op Belitung
De Billiton Maatschappij begon in 1912 met het aanleggen van de eerste exploratietunnels in het zuidelijke deel van de Selumarberg, in het noordwesten van het eiland Belitung. De aanleg van deze tunnels duurde tot ongeveer 1914. De Selumarberg leek een belangrijk exploitatiegebied te worden voor de Billiton Maatschappij, na exploratie bleek het gebied op verschillende plaatsen veel erts te bevatten. De Selumarader was vermoedelijk zo'n vijf à zes kilometer lang en is meerdere malen door tektoniek verschoven.
Een ander onderzoeksgebied van de Billiton Maatschappij omvatte het gebied Klappa-Kampit, in het noorden van Belitung. De Maatschappij was hier werkzaam was rond september 1925. In het gebied Klappa-Kampit wist men drie verschillende soorten tinertsaders te onderscheiden. De eerste was de verschuivingsader, die uit grof materiaal bestond en onregelmatig was in de breedte. Het tweede type ader was de gewone ader. De derde en laatste soort werd een beddingsader genoemd. Deze waren juist erg gelijkmatig in hun breedte.
In 1925 deed de Billiton Maatschappij onderzoek in het gebied te Lintang, in het midden van Belitung. Het geologisch onderzoek te Lintang werd voornamelijk uitgevoerd om de hoeveelheid tinerts in de grindlaag na te gaan, om vervolgens te kunnen vaststellen of het een ontginbaar gebied was. De grindlaag was ongeveer anderhalve meter dik. De tinerts die aanwezig was in het grind moest afkomstig zijn uit tinertsaders in de buurt.
Gunung Manggar, een gebied in het oosten van het eiland Belitung, bleek na onderzoek in 1926 een tinrijk gebied te zijn. De gesteenten op de bodem van het gebied waren toegankelijk voor onderzoek, omdat er al eerder een laag grond verwijderd was. Om te onderzoeken of de aders en gangen van de Gunung Manggar voldoende ontginbaar waren, moest men meer doen dan het nemen van een monster uit de sleuf. De onderzoekers werden gedwongen om een proefexploitatie toe te passen, wat ze deden in gebieden waar al eerder erts was aangetroffen. Dit leek een succes, ze vonden meerdere lucratieve ertsaders. Het aantal winstgevende aders en het gemiddelde tingehalte viel uiteindelijk tegen in Gunung Manggar. Dit hield echter niet in dat de Maatschappij geen verdere exploratie en ontginning van de primaire afzettingen heeft gedaan.

### Onderzoek buiten Belitung
Tijdens een expeditie in het westen van Sumatra in 1859 trof de Maatschappij cassiterietrijk gebied aan. Hierna werd er een geul van 37 meter lang en 5,7 meter diep gegraven om de diepte van het wingebied te onderzoeken. In 1873 was de afgraving uitgebreid tot zo'n 18,5 meter diepte. Het wingebied van de ader omvatte zo'n 44 meter in lengte. In 1928 werd het wingebied, dat nabij Tadjau lag, nogmaals onderzocht. Er werd gebruik gemaakt van de oude schachten die J.E. Akkeringa in 1859 had aangelegd. Bij dit onderzoek werd er maar weinig tin-oxide aangetroffen. Tijdens uitbating van de mijn werd er echter wel een nieuwe ader aangetroffen. Achteraf bleek ook deze ader weinig lucratief. Ten tijde van het werk in Tadjau werden er ten oosten van dit gebied ook andere aders met cassiteriet gevonden, namelijk in Sepandan, Rantau en Kepanai.
In 1926 deed de Billiton Maatschappij geologisch onderzoek naar de ertsader te Kepanai. De ader bevatte veel klei. De onderzoekers gingen ervan uit dat er dieper in de ader meer sprake zou zijn van mineralisatie, aangezien het oppervlak slechts deels gemineraliseerd was. Nabij de mijnschacht vond men een adergedeelte dat verder ontgonnen moest worden. De schacht die gegraven werd tijdens het onderzoek, was uiteindelijk ongeveer 23 meter diep.